# متجر ملابس
متجر الملابس أو محل الملابس هو أي محل يبيع سلعًا من الملابس الجاهزة. يمكن أن يُطلق على المحل الصغير الذي يبيع الملابس باهظة الثمن أو الملابس المصممة اسم بوتيك. قد يُطلق على المتجر الذي يبيع الملابس لسوق مقيد بشكل ضيق مثل الزي المدرسي أو الرياضات الخارجية اسم اوتفيتر.

## التاريخ
لا يُعرف متى تم افتتاح أول متاجر الملابس في أوروبا. قبل عصر الملابس الجاهزة، عندما كانت الملابس تُصنع على يد الخياطين أو الحرفيين، ربما كانت المتاجر تبيع الملابس المستعملة. وربما تم تصنيع بعض الملابس الجاهزة في القرن السادس عشر.
يبدو أن عدد محلات الملابس قد ارتفع بشكل مطرد قبل وقت طويل من بداية التصنيع الصناعي للملابس على نطاق واسع في النصف الثاني من القرن التاسع عشر.